# Первое Тырновское восстание
Первое Тырновское восстание — антиосманское восстание в 1598 году в районе старой болгарской столицы Тырново, по имени которой оно и было названо. Восстание явилось первым организованным актом болгарского сопротивления со времен окончательного завоевания Болгарии Османской империей.

## Предпосылки
В 1592 году началась очередная Австро-турецкая война, которая длилась до 1606 года. Австрийские Габсбурги попытались создать широкую антиосманскую христианскую коалицию в которую вошли вассальные османские властители княжества Валахия, Молдова и Семиградье. С целью помочь наступлению войск, австрийцы инспирировали восстания в пограничной с Османской империей областью Банат. Осенью 1594 года объединенные силы во главе с валашским князем Михаем Храбрым напали на османские крепости на Дунае. Вместе с войсками Михая действовала конница в 4000 добровольцев под командованием Дели Марко и Бабы Новака. Конница опустошила города и села под Плевеном и Никополом в Северной Болгарии. Одновременно войска Михая Храброго достигли Адрианополя, сжигая турецкие поселения по пути. Вместе с этими, согласованными с Веной действиями, во многих других местах на Балканах вспыхивают повстанческие действия против поработителей. Весной 1595 года 2000 гайдуков напали на Софию, а в следующем 1596 году шли партизанские действия в районе между Софией и Нишем.

## Подготовка восстания
Австрйискими и папскими агентами были привлечены болгарские торговцы в районе Тырново, среди которых были и дубровчане. Действия их по восстанию готовил австрийский агент Джовани Марини. В заговор вошли Тодора Балина из Никопола, Тырновский владыка Дионисий Ралли и дубровницкий торговец Павел Джордич. В заговор были привлечены ловечский епископ Теофан, митрополиты рущукский - Йеремия, шуменский - Спиридон и фракийский - Методий, а также дубровницкие братья торговцы Соркочевичи.
Территория предполагавшегося восстания была разделена на несколько районов. Тодор Балина действовал в районе от Никопола до Балканских гор. Петер Джордич работал по подготовке восстание в районе Варны, Шумена и Пловдива, а братья Соркочевичи — в Тырнове и Рущуке. Дубровницкие торговцы и Балин передвигались по стране не вызывая подозрения у властей и могли обсудить дело со многими людьми.
Организаторы восстания рассчитывали на помощь семиградского князя Сигизмунда Батори и австрийского императора Рудольфа II. Последний обещал послать в помощь от 4000 пехоты и 2000 кавалерии, после начала восстание.

## Восстание
Поводом к восстанию послужило повторное наступление валашских войск Михая Храброго в Северную Болгарию. Михай разбил под Никополом посланные против него османские части и продвинулся глубоко на территорию противника. Уничтожив Видин, Свиштов, Оряхово, Враца, Плевен и более 2000 сел между Дунаем и Софией, уничтожая турок по пути к Силистре.
Болгары начали восстание в Тырново, где собрали под знамёна 12 000 человек. После разгрома его руководители бежали в Валахию. Вслед за ними, опасаясь мщения турок, в Валахию бежало по различным данным от 16 000 до 50-60 тысяч болгарских семейств.
Австрийский император не прислал обещанную военную помощь, и восстание должно было рассчитывать только на собственные силы. Это обстоятельство являлось одной из главных причин восстания.
Сведений о восстании сохранилось немного. По косвенным данным можно заключить, что территория восстания охватила районы Софии, Охрида и Ниша. Несмотря на поражение, католическая пропаганда в Болгарии в ближайшие годы была усилена. Деятельность болгар Петра Богдана и Петра Парчовича стала примером этой тенденции в папской внешней политике.